# Фискальные марки штатов Малайи

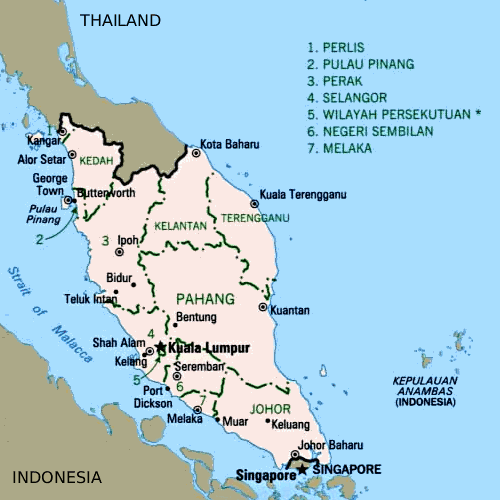
Карта полуостровных штатов Малайи

На протяжении многих лет различные штаты Малайи выпускали собственные фискальные марки. В настоящее время большинство штатов используют малайзийские фискальные марки, за исключением Сингапура, который является независимым государством и больше не использует фискальные марки.

## Джохор
Джохор впервые выпустил фискальные марки в 1904 году. С того года и до 1922 года на почтовых марках с изображением султана Ибрагима делалась надпечатка англ. «JUDICIAL» («Судебное») для судебного использования. Эти марки известны наличием различных водяных знаков, поскольку находились в обращении почти 20 лет. В то же время почтовые марки использовались для других, не связанных с судебными, фискальных нужд, и до 1920-х годов в обращении были различные почтовые марки высоких номиналов, которые предназначались только для использования в фискальных целях.
При японской оккупации во время Второй мировой войны на довоенных почтовых и гербовых марках Джохора двойного назначения была сделана надпечатка «DAI NIPPON 2602», и они были выпущены в качестве фискальных марок в 1942—1943 годах. На некоторых из них также были сделаны надпечатки новых номиналов или дополнительная надпечатка резиновым штампом на японском языке.
Единственный выпуск послевоенных фискальных марок появился в 1950 году, когда была выпущена серия из трёх марок высоких номиналов 25, 50 и 100 долларов с изображением мечети Султана Абу Бакара.

## Кедах
Первыми фискальными марками Кедаха стали три марки высоких номиналов 25, 100 и 250 долларов, выпущенные в 1929 году, на которых было изображено здание Зала заседаний Совета. Для меньших сумм использовались почтовые и гербовые марки двойного назначения. Их сменила другая серия 1937 года с изображением султана Абдула Хамида Халима номиналом 25, 100 и 500 долларов.
Во время японской оккупации на довоенных марках двойного назначения была сделана надпечатка «DAI NIPPON 2602», при этом известно, что они использовались как в фискальных, так и в почтовых целях. В 1943 году Кедах был передан Таиланду и переименован в Сибури, а в 1945 году была выпущена единственная фискальная марка с изображением герба штата и с новым названием.
В 1950 году, когда Кедах входил в состав Малайской Федерации, он выпустил свои последние фискальные марки с изображением султана Бадлишаха номиналом 25, 100 и 250 долларов.

## Келантан
Келантан выпустил очень мало фискальных марок. Единственная марка номиналом 25 долларов с изображением султана Исмаила вышла в 1937 году.
Когда Келантан был оккупирован Японией, в 1942—1943 годах на различных почтовых марках была сделана надпечатка слова англ. «FISCAL» («Фискальная») для использования их исключительно в фискальных целях. Эта надпечатка делалась на самых разнообразных выпусках, включая марки японской оккупации Келантана (которые уже представляли собой надпечатку на довоенных почтовых и гербовых марках Келантана) и на общих выпусках для японской Малайи (которые уже представляли собой надпечатку на довоенных выпусках Стрейтс-Сетлментса и разных других штатов).
После передачи японцами контроля над Келантаном Таиланду, в 1944—1945 годах была выпущена серия фискальных марок с изображением герба штата и надписями на языке джави. В 1944—1945 годах также вышла вторая серия с изображением нового султана Ибрагима IV и надписями на тайском, джави и английском языках.
В 1950 году были выпущены ещё три марки номиналом 25, 100 и 250 долларов, опять же с изображением Ибрагима IV и сельскохозяйственной сцены с плугом, запряжённым буйволами.

## Малакка
До 1942 года Малакка входила в состав Стрейтс-Сетлментса и использовала фискальные марки последнего. Единственными фискальными марками Малакки стала серия из трёх марок колониального типа «Ньясаленд» высоких номиналов с изображением Георга VI, выпущенная в 1950 году.

## Негери-Сембилан
Первыми фискальными марками Негери-Сембилана стали фискальные марки Сунгей-Уджонга с надпечаткой англ. «JUDICIAL N.S.» («Судебная Н.-С.») и с дополнительной надпечаткой нового номинала для использования в судах. Около 1891 года на фискальных марках Стрейтс-Сетлментса была сделана надпечатка с указанием названия штата для других, не связанных с судебными, целей, в то время как на почтовых марках около 1900 года была сделана надпечатка «J» или «JUDICIAL» («Судебная») или дополнительная надпечатка нового номинала. В то же время в фискальных целях использовались почтовые и гербовые марки двойного назначения, а затем в обращении были фискальные марки Федеративных Штатов Малайи. В период с 1936 года по 1939 год выпускались марки высоких номиналов номиналом 25 и 100 долларов с изображением слонов. В 1950 году вышла серия из трёх марок номиналом 25, 100 и 250 долларов, на которых снова были изображены слоны.

## Паханг
Первые фискальные марки Паханга были выпущены около 1890 года. Первая серия представляла собой марки с надпечаткой «PAHANG» («Паханг») на фискальных марках Стрейтс-Сетлментса в двух разных форматах. Позднее в фискальных целях использовались почтовые и гербовые марки двойного назначения, а примерно с 1900 года в обращении были фискальные марки Федеративных Штатов Малайи. В 1903 году были выпущены почтовые марки Перака с надпечаткой «$50 Pahang» («50 долларов Паханг») для обращения в качестве фискальных марок, однако фискальные марки Федеративных Штатов Малайи по-прежнему оставались в обращении. В 1936 году была выпущена марка номиналом 25 долларов с изображением слонов.
В 1944—1945 годах, во время японской оккупации, на различных довоенных марках резиновым штампом был сделан оттиск текста «Dai Nippon 2602 Malaya» для использования в качестве фискальных марок в Паханге. Такая надпечатка была сделана на фискальной марке Паханга номиналом 25 долларов, выпущенной в 1936 году, а также на почтовых и фискальных марках Стрейтс-Сетлментса и штатов Кедах, Перак и Селангор.
В 1950 году была выпущена серия из трёх марок номиналом 25, 100 и 250 долларов с изображением султана Абу Бакара.

## Пенанг
До Второй мировой войны Пенанг входил в состав Стрейтс-Сетлментса и использовал фискальные марки последнего. В 1942 году во время японской оккупации на довоенных почтовых и фискальных марках Стрейтс-Сетлментса была сделана надпечатка печатью Акиры Окугавы (начальника казначейского отдела Пенанга) или текста «DAI NIPPON 2602 PENANG», при этом они использовались как в фискальных, так и в почтовых целях. В Пенанге в 1942—1943 годах выпускались фискальные марки Стрейтс-Сетлментса высоких номиналов с надпечаткой печати А. Окугавы, а также марки двойного назначения низких номиналов с надпечаткой другой печати А. Окугавы исключительно для целей фискального обращения.
После войны Пенанг выпустил серию из трёх марок колониального типа «Ньясаленд» с изображением короля Великобритании Георга VI в 1949 году.

## Перак
В период с 1880 года по 1892 год на различных судебных или фискальных марках Стрейтс-Сетлментса делались надпечатки «PERAK» («Перак») самого разного стиля и шрифтов. В период с 1896 года по 1899 год на почтовых марках с изображением тигров или слонов делалась надпечатка англ. «Judicial» или «JUDICIAL» («Судебная»), в то время как почтовые и гербовые марки двойного назначения использовались для других фискальных целей. В 1900 году была выпущена почтовая марка с надпечаткой англ. «Three Cent Revenue» («Три цента. Гербовый сбор») только для фискального обращения, а позднее в том же году начали использоваться фискальные марки Федеративных Штатов Малайи. В период с 1936 года по 1939 год были выпущены марки номиналом 25 и 100 долларов с изображением слонов.
Во время оккупации Японией Перак выпустил одну единственную марку с изображением карты полуострова Малакка с отмеченным штатом Перак и флагом Японии над ним. Марка была выпущена в 1943 году с красной рамкой вокруг просечки, а в 1944—1945 годах она была перевыпущена без этой рамки. Также во время японской оккупации в обращении находились фискальные марки без клеевого слоя с надписью «Perak Shu Seicho Stamp Fees Paid» («Перак. Гербовый сбор уплачен»).
В период с 1949 года по 1952 год также была выпущена серия из трёх марок номиналом 25, 100 и 250 долларов, на которых снова были изображены слоны.

## Перлис
Единственными фискальными марками Перлиса стала серия марок трёх номиналов, выпущенная в 1951 году, на которых была изображена мечеть Сиада Алви в Кангаре.

## Селангор
Первые фискальные марки Селангора были выпущены около 1880 года. Первая серия представляла собой крупноформатные фискальные марки Стрейтс-Сетлментса с надпечаткой текста «SELANGOR» снизу вверх. В 1882 году Стрейтс-Сетлментс эмитировал новую серию фискальных марок, которые также выпускались с надпечатками Селангора в период с 1884 года по 1891 год. Известно о существовании не менее тринадцати различных типов надпечатки. В период с 1897 года по 1902 год на почтовых марках Селангора также делалась надпечатка англ. «J» или «JUDICIAL» («Судебная») для использования в судах. В то же время почтовые и гербовые марки двойного назначения использовались для несудебных фискальных целей, а примерно с 1900 года стали использоваться фискальные марки Федеративных Штатов Малайи. В период с 1936 года по 1939 год выпускались марки номиналом 25 и 100 долларов с изображением слонов.
В 1942—1945 годах, находясь под японской оккупацией, Селангор выпустил множество фискальных марок с надпечаткой яп. «税» («Налог») на различных выпусках. Эта надпечатка была сделана на довоенных почтовых и гербовых марках двойного назначения или только на фискальных марках самого Селангора, а также на довоенных почтовых и гербовых марках двойного назначения Стрейтс-Сетлментса и различных других штатов, на довоенных фискальных марках Федеративных Штатов Малайи и различных других штатов, а также на почтовых марках, выпущенных во время японской оккупации (которые уже представляли собой надпечатки на самых разных довоенных марках самого Селангора, Стрейтс-Сетлментса или различных штатов).
Последняя серия из трёх марок номиналом 25, 100 и 250 долларов с изображением султана Хисамуддина Алам Шаха была выпущена в 1950 году.

## Сингапур
До 1942 года Сингапур входил в состав Стрейтс-Сетлментса и использовал фискальные марки последнего. Его первыми фискальными марками стали три марки колониального типа «Ньясаленд», выпущенные в период с 1948 года по 1953 год, с изображением Георга VI. В период с 1954 года по 1964 год они были перевыпущены с портретом Елизаветы II. В период с 1955 года по 1965 год Сингапур также выпускал различные марки налога на развлечения для уплаты налога на билеты в кино. Сингапур вышел из состава Малайзии в 1965 году и продолжил выпуск собственных фискальных марок самостоятельно, пока они не были изъяты из обращения в 1999 году.

## Сунгей-Уджонг
Первые фискальные марки Сунгея-Уджонга были выпущены около 1880 года. Первая серия состояла из крупноформатных фискальных марок Стрейтс-Сетлментса с надпечаткой «SUNGEI UJONG» («Сунгей Уджонг») в одну строку сверху вниз. В 1882 году Стрейтс-Сетлментс выпустил новую серию фискальных марок, которая также выходила с надпечатками Сунгей-Уджонга в период с 1884 года по 1890 год. Известно о существовании по меньшей мере пяти различных типов этой надпечатки. В 1893 году на почтовых марках с изображением прыгающего тигра была сделана надпечатка англ. «JUDICIAL» («Судебная») для использования в судах. Сунгей-Уджонг вошёл в состав Негери-Сембилана в 1896 году.

## Тренгану
Первоначально в Тренгану в фискальных целях использовались почтовые и гербовые марки двойного назначения, при этом как и в некоторых других штатах, здесь марки высоких номиналов предназначались исключительно для фискального обращения. Во время японской оккупации на различных почтовых и гербовых марках двойного назначения была сделана надпечатка англ. «FISCAL» («Фискальная»), ограничивающая их использование только фискальным обращением. После передачи японцами Тренгану Таиланду в 1944—1945 годах была выпущена серия марок с изображением парусной лодки.
В 1950 году вышла серия из трёх фискальных марок с изображением традиционной рыбацкой лодки.